# Musique azérie
La musique azérie est la musique pratiquée en Azerbaïdjan, mais aussi dans les contrées voisines qui partagent cette culture, ainsi l'Azerbaïdjan comme région de l’Iran et la région de Kars en Turquie.
Réciproquement, les Azéris ont un patrimoine culturel composé d'éléments turcs, iraniens et caucasiens. Il existe deux formes spécifiques de musique traditionnelle : celle des ashiks ou troubadours, qui remonte peut-être aux influences turkmène ou kazakhe, et celle du mugham, la musique savante dérivée du système modal iranien, les dastgâhs, soumis à l'influence turque des maqâms. Si la frontière entre ces deux formes est bien définie, c'est surtout par l'instrumentation, le style de chant, et le contexte.

## Musique classique
En 1920, la musique classique azerbaïdjanaise avait subi une renaissance et l'Académie de musique Hajibeyov de Bakou est fondée pour donner des musiciens classiques le même soutien que les musiciens folkloriques. Les défenseurs des journées modernes de la musique classique occidentale en Azerbaïdjan incluent Farhad Badalbeyli, Fidan Gasimova et Franghiz Ali-Zadeh.

### Opéra et ballets
L’émergence de l’opéra et de ballet en Azerbaïdjan est associé à la Empire russe et L’ère soviétique d’histoire azerbaïdjanais musiciens azerbaïdjanais est devenu exposés à la tradition musicale européenne première main. La toute première performance documentée d’un opéra à Bakou a eu lieu en mai 1889 lorsque Opéra de Alexeï Verstovski a organisé, dans une arène de cirque à Bakou (sur le site de l’actuel édifice de Musée de tapis de l’Azerbaïdjan), accompagné par le chœur folklorique de Dmitry Agrenev-Slavyanski. À partir de 1900, les troupes d'opéra ont visité Bakou sur une base annuelle (excepté 1901 et 1913), mettant en vedette des chanteurs éminents du temps comme Natalia Ermolenko-Ioujina et Antonina Nejdanova. Des chanteurs d’opéra azerbaïdjanais éminents tels que Bulbul, Cheuvkat Mammadova, Fatma Mukhtarova, Huseynqulu Sarabsky, Haguigat Rzayeva, Rachid Behboudov, Rauf Atakichiyev, Muslim Magomayev, Lutfiyar Imanov, Fidan et Khuraman Gasimova, Rubaba Muradova, Zeynab Khanlarova et plusieurs autres chanteurs a gagné la renommée mondiale.

## Musique folklorique

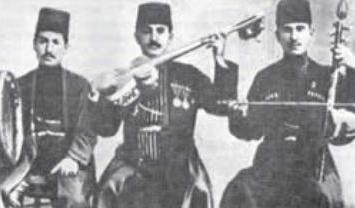
Mugham.

La plupart des chansons racontent des histoires d'événements de la vie réelle et du folklore azerbaïdjanais, ou se développent à travers des concours de chants entre les poètes troubadours. Correspondant à leurs origines, les chansons folkloriques jouent généralement à des mariages, funérailles et festivals spéciaux. La musique régionale folklorique accompagne généralement les danses folkloriques, qui varient considérablement d'une région à l'autre. L'ambiance régionale affecte également le sujet des chansons folkloriques, par exemple, les chansons populaires de la mer Caspienne sont animées en général et expriment les coutumes de la région .

### Ashiks
La tradition musicale azérie remonte à l'époque des bardes appelés ashıks (mot d’origine arabe qui signifie littéralement « amoureux » en turc), une vocation qui se perpétue de nos jours. Les ashık jouent du saz (un type de luth) et chantent des dastans (épopées). Leur répertoire se compose de şarkı (chansons) et peut comporter des türküs (chansons traditionnelles anonymes, par opposition aux şarkı qui ont un auteur et un compositeur). Cependant tout bon ashık se doit d’être également capable d’improviser à la fois paroles et musique, ce qui donne lieu à des rencontres où deux artistes ou davantage se répondent en commentant un thème intemporel (l’amour, la famille).

### Meykhana
Meykhana est une tradition littéraire et rap folklorique azerbaïdjanaise distincte, consistant en une chanson non accompagnée interprétée par une ou plusieurs personnes improvisant sur un sujet particulier. Meykhana se distingue de la poésie parlée en ce sens qu’elle est exécutée à temps. Le Meykhana est souvent comparé à la musique hip-hop, également connue sous le nom de rap national parmi les résidents azerbaïdjanais, car elle inclut également des interprètes qui sont parlés avec des paroles, des rimes et des couplets, généralement sur un rythme instrumental ou synthétisé.

### Mugham

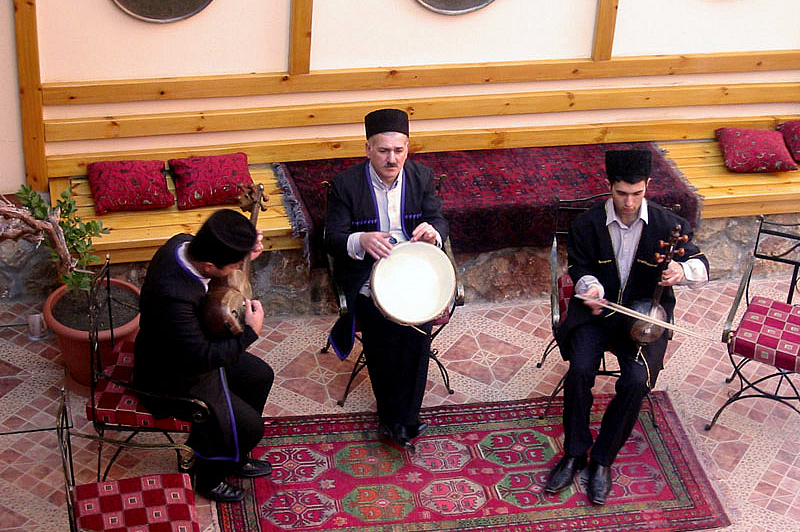
Musiciens azéris.

La musique savante azérie, appelée mugham, consiste souvent en une performance chantée émotionnelle, accompagnée par le târ (un luth), le kamânche (une vielle) et le qaval (une percussion). 
On y interprète les modes suivants : arazbâre, bayâti-esfahân, bayâti-kurd, bayâti qâjâr, bayâti shirâz, chahargâh, chopân bayâti, dashti, dilkash, dilkash-kurdi, dugâh, esfahân, evlandir, heyrâti, homâyun, karabâgh shekastesi, kesme shikaste, khârej segâh, kheiraty, kurd shahnaz, mâhur, mâhur-e hindi, mansuri, mirza husayn segâh, nishapur, nivanishapur, orta mâhur, osmanli, ovshar, qatâr, rahâb, rast, sana qurban, segâh, segâh zâbol, semâi shams, shahnaz, shekaste-i-fars, shirvan shekastesi, shur, shushtar, toy olsun, uzzal, vilâyati, dilkash, et zâbol.
Alim Qasimov en est un interprète reconnu.

## Musique populaire
La musique populaire se distingue des genres traditionnels en tant que styles qui sont entrés dans la musicalité azerbaïdjanaise après la chute de l’Union soviétique, en raison soit de tentatives de modernisation nationale à partir de 1918, de l’ouverture de la république aux influences musicales occidentales, soit de fusions et innovations modernes. artistes eux-mêmes.

### Mainstream pop

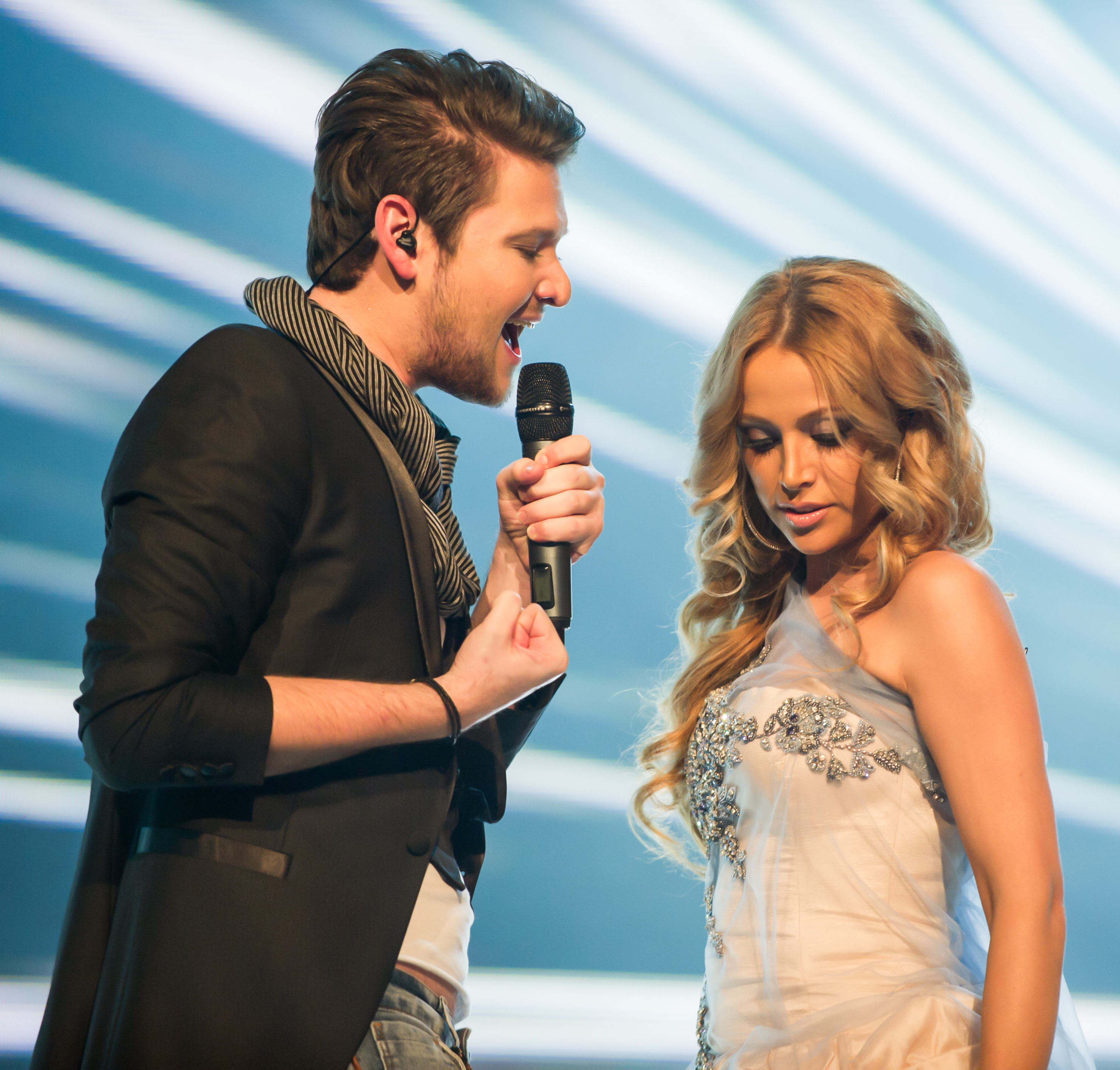
Ell et Nikki.

La musique pop azerbaïdjanaise connait ses débuts modestes à la fin des années 1950 avec des versions en reprise azerbaïdjanaise d'un large éventail de styles populaires importés, notamment le rock 'n' roll, le tango et le jazz. Au fur et à mesure de l'apparition de nouveaux styles, ils sont également adoptés, tels que le hip-hop, le heavy metal et le reggae rock.
La musique pop azerbaïdjanaise atteint un nouveau niveau après la première apparition de ce pays au concours Eurovision de la chanson 2008. L'entrée du pays gagne la troisième place en 2009 et la cinquième l'année suivante. Ell et Nikki remportent la première place au concours Eurovision de la chanson 2011 avec la chanson Running Scared, autorisant l'Azerbaïdjan à organiser le concours en 2012 à Bakou.
Les plus grandes stars de la pop en Azerbaïdjan sont sans doute Roya, Aygun Kazimova et Brilliant Dadachova.

### Jazz azerbaïdjanais
Le jazz azerbaïdjanais est une variété populaire de jazz répandue en Azerbaïdjan. Il couvre un large éventail de styles (traditionnel, post-pop, fusion, flexion libre) et comporte souvent un mélange de musique traditionnelle azerbaïdjanaise. Aziza Mustafazadeh, influencée par Bill Evans et Keith Jarrett, Isfar Sarabski, Salman Gambarov et Rain Sultanov, fait partie des célèbres musiciens de jazz azéris modernes.

### Hip-hop azerbaïdjanais
La première chanson hip-hop azerbaïdjanaise Yesterday is Past, enregistrée en 1983 par Tchingiz Mustafayev, qui deviendra plus tard le héros national de l'Azerbaïdjan pour des raisons indépendantes. Le pionnier du rap azerbaïdjanais était souvent associé au nom d’Anar Nagilbaz en 1992, qui comprenait également des éléments de disco, mais la popularité du genre rap s’explique par la montée en puissance de Dayirman, qui comprenait principalement des éléments patriotiques.

### Rock azerbaïdjanais
La scène rock azerbaïdjanaise commence entre le milieu et la fin des années 1960, lorsque les groupes populaires des États-Unis et du Royaume-Uni deviennent bien connus. Bientôt, une fusion distinctement azerbaïdjanaise de rock et de folk émerge ; cela s'appelle le rock azerbaïdjanais, un terme qui peut être génériquement attribué à la plupart du rock azerbaïdjanais. Coldünya et Yuxu constituent le groupe le plus connu de musique rock classique azerbaïdjanaise plus ancienne.

### Musique électronique
Il existe de nombreux clubs en Azerbaïdjan, en particulier dans la région de Bakou. La scène musicale alternative est toutefois principalement inspirée de la scène des clubs de Bakou, qui voit des DJ fusionner le passé avec le présent, en utilisant des motifs traditionnels avec des sons du nouvel âge et de la musique électronique.

## Musique contemporaine
Les compositeurs Uzeyir Hadjibeyli, Gara Garayev et Fikret Amirov créent un style hybride qui combine la musique classique et le mugham. D'autres Azéris, notamment Vagif Mustafazadeh et sa fille, Aziza Mustafa Zadeh, mélangent le jazz et le mugham. Certains musiciens reçoivent un bon accueil de la critique internationale, comme Rachid Behboudov (qui pouvait chanter en huit langues) et Muslim Magomayev (une pop star de l'époque soviétique).
Dans le domaine de la variété, Ell et Nikki gagnent l'Eurovision 2011. En France, la chanteuse Tarana Paris Bakou est la voix de l'Azerbaïdjan.

## Instruments
Ils comprennent notamment : târ (luth), tar (instrument azerbaïdjanais)
- Instruments de la musique azérie